# Södersjön (Roslags-Kulla socken, Uppland)
Södersjön är en sjö i Österåkers kommun i Uppland och ingår i Norrtäljeån-Åkerströms kustområde. Sjöns area är 0,027 kvadratkilometer och den befinner sig 22 meter över havet.